# 西藏自治区高级人民法院
西藏自治区高级人民法院（藏語：བོད་རང་སྐྱོང་ལྗོངས་མཐོ་རིམ་མི་དམངས་ཁྲིམས་ཁང་།）是中華人民共和國西藏自治区的高级人民法院。

## 沿革
1951年西藏和平解放后，按照《十七条协议》规定，旧有的噶厦（西藏政府）和班禅堪布会议厅委员会都维持原状，社会上的大量刑事、民事案件仍由噶厦（西藏政府）处理，拉萨藏族居民发生的各种案件仍由噶厦的司法机关“朗子辖”、“雪列空”处理。1956年4月22日西藏自治区筹备委员会成立后，1956年6月30日成立了西藏自治区筹备委员会司法处，下设刑事审判庭，主要处理社会上涉及藏汉之间的一般刑事、民事案件。
为适应新形势需要和《中华人民共和国人民法院组织法》的规定，根据《中华人民共和国宪法》，在西藏尚未召开人民代表大会的情况下，1957年7月17日，经中共中央和中华人民共和国最高人民法院决定，在西藏建立最高人民法院西藏分院，以及西藏分院直属人民法院。任命惠毅然为西藏分院院长，方刚、李富德（西藏军区干部）分别兼任西藏分院副院长和审判员，任命周玉江为西藏分院审判员。1957年10月，正式开始内部办公，审理案件。将西藏自治区筹备委员会司法处改为西藏自治区筹备委员会司法科。1958年1月6日，中共西藏工委批准，由惠毅然、李富德、周玉江、杨东生、何祖荫、杨林、向键等9人组成西藏分院审判委员会。
1958年6月5日，第一届全国人民代表大会常务委员会第九十七次会议通过《全国人民代表大会常务委员会关于批准设立最高人民法院西藏分院和最高人民检察院西藏分院的决议》，批准最高人民法院在西藏设立最高人民法院西藏分院，最高人民检察院在西藏设立最高人民检察院西藏分院，同时任命惠毅然为最高人民法院西藏分院院长，方刚为副院长，李富德、邓宗章为审判员。最高人民法院西藏分院行使的主要是高级人民法院职能。
1958年9月11日，第一届全国人民代表大会常务委员会第101次会议通过决议，任命王纯为西藏分院副院长，崔保民、张代光为审判员。根据地方人民法院的人选由地方各级人民代表大会选举的规定，西藏分院审判委员会的组成不合规定，故11月20日经中共西藏工委批复撤销。按照《中华人民共和国人民法院组织法》的规定，重新由惠毅然、王纯、崔保民、张代光、李富德、周玉江6人组成西藏分院审判委员会。西藏分院直属人民法院不再组织审判委员会，重大或疑难案件直接提交给西藏分院审判委员会讨论决定。当时，西藏各县尚未建立县级政权，各专区仅有中共西藏工委派出的分工委工作队。为办理各专区机关内部案件，1958年12月2日中共西藏工委作出决定，在各分工委工作队设1名专职审判员、1名兼职书记员，审判案件时使用西藏分院直属人民法院派出人民法庭的名称。
1957年2月7日，毛泽东在最高国务会议第11次扩大会议上作《关于正确处理人民内部矛盾的问题》的报告，其中提到因条件还不成熟，现已决定在第二个五年计划期间西藏不进行民主改革。在西藏尚未进行民主改革期间，存在三种司法审判机关：（1）噶厦：仍由噶厦官员掌握政法权力，按照其封建农奴制的法律审判案件；（2）西藏自治区筹备委员会司法科：全是藏族官员和藏族干部，基本按照中华人民共和国法律审理藏族等少数民族的刑事案件；（3）最高人民法院西藏分院和直属人民法院：主要是汉族干部，审理机关内部以及公路运输系统内部发生的刑事、民事案件，以及社会上不宜移交噶厦受理的政治性案件。截至1959年3月，最高人民法院西藏分院和直属人民法院共受理贪污、盗窃、妨害社会管理秩序、斗殴伤害、责任事故、偷越国境等各类刑事、民事案件34件；受理离婚、债务、扶养等民事案件多起。
1959年3月10日，拉萨骚乱发生，中央认定西藏发生武装叛乱。3月28日，国务院命令解散原西藏政府，由西藏自治区筹备委员会行使西藏政府职权。1961年7月9日，国务院同意班禅堪布会议厅的报告，决定结束班禅堪布会议厅委员会。至此，新旧政法机构并存的局面才最终结束。
1962年11月24日，中共西藏工委作出决定，在全区8个地市（即拉萨市、昌都地区、林芝地区、江孜地区、那曲地区、山南地区、阿里地区）建立中级人民法院，撤销西藏分院直属人民法院。当时因缺少干部，除拉萨市和日喀则地区迅速建起中级人民法院外，其他地区中级人民法院直到1963年底才陆续建立。在此期间，最高人民法院西藏分院建立起刑事审判庭、民事审判庭和办公室，工作开始有了明确分工。1964年，在调整行政区划时，撤销林芝地区、江孜地区，两地区的中级人民法院同时撤销。
1965年9月1日，西藏自治区第一届人民代表大会第一次会议在拉萨召开，西藏自治区正式成立。1965年9月8日，西藏自治区第一届人民代表大会第一次会议选举洛桑慈诚为西藏自治区高级人民法院院长。随着西藏自治区高级人民法院的成立，最高人民法院西藏分院随即撤销。各地区中级人民法院分别改称西藏自治区各地区中级人民法院。在拉萨市第一届人民代表大会第一次会议上决定，将拉萨市中级人民法院更名为西藏自治区拉萨市中级人民法院。到“文化大革命”前，西藏自治区共建立各级人民法院23个（1个高级人民法院，6个中级人民法院，16个基层人民法院）。

## 机构设置
- 审判委员会

### 内设机构
- 立案一庭
- 立案二庭
- 刑事审判第一庭
- 刑事审判第二庭
- 刑事审判第三庭
- 民事审判第一庭
- 民事审判第二庭
- 民事审判第三庭
- 行政审判庭
- 审判监督庭
- 纪检监察室
- 办公室
- 政治部（机关党委）
- 技术信息处
- 国家赔偿委员会办公室
- 执行局
- 研究室
- 审判管理委员会办公室
- 国家法官学院西藏分院
- 司法警察总队
- 司法技术辅助办公室
- 司法行政装备管理处
- 跨区案件巡审协调处
- 编译处
- 涉法涉诉案件信息处[5]

## 历任领导

### 最高人民法院西藏分院
院长
- 惠毅然（1958年6月5日—1965年）[4]

副院长
- 方刚（1958年6月5日—1965年）[4]
- 王纯（1958年9月11日—1965年）[6]

### 西藏自治区高级人民法院
院长
- 洛桑慈诚（1965年—？）

……
副院长

## 对应中级人民法院
- 西藏自治区拉萨市中级人民法院
- 西藏自治区昌都市中级人民法院
- 西藏自治区山南地区中级人民法院
- 西藏自治区日喀则市中级人民法院
- 西藏自治区那曲地区中级人民法院
- 西藏自治区阿里地区中级人民法院
- 西藏自治区林芝市中级人民法院